# لوبومیر بنش
لوبومیر بنش (چکی: Lubomír Beneš؛ ۷ نوامبر ۱۹۳۵ – ۱۲ سپتامبر ۱۹۹۵) کارگردان فیلم، عروسک‌گردان، و پویانمای نامدار اهل جمهوری چک بود.
یکی از دلایل شهرت او، کارگردانی و ساخت مجموعهٔ پت و مت به همراه ولادیمیر ییرانک است.